# Sławomir Pstrong
Sławomir Pstrong, né à Skórcz (Pologne) le 29 décembre 1975 et mort le 23 décembre 2015 à Varsovie, est un réalisateur et scénariste polonais.

## Filmographie partielle

### Au cinéma (aussi scénariste)
- 2003 : T-Rex (pl) (court-métrage)
- 2009 : Plan (pl)

### À la télévision
- 2010 : Cisza (pl)